# Felix Poletti
Felix Poletti, né le 23 juillet 1965, est un ancien skeletoneur suisse.

## Palmarès

### Championnats monde
- : médaillé de bronze aux championnats du monde de 1998.